# Awaj
Awaj (în arabă نهر الأعوج Nahr al-A‘waj, literalmente „strâmb”) este un râu din Siria. Izvorăște de pe pantele estice ale Muntelui Hermon în apropiere de Arnah, curge spre est pentru 70 km (43 mi) la sud de Damasc și se termină în Buhairat al-Hijanah.
Râul este de obicei identificat ca biblicul Pharpar, menționat în Cartea Regilor.